# Sistema de clasificación de helechos eupolipoides II de Rothfels et al. 2012
La clasificación más actualizada al 2014 del sector de helechos eupolypods II (eupolypodiales II) es la de Rothfels et al. 2012,, que provee descripciones y claves, y cuyo delineamiento taxonómico es similar al sistema de Christenhusz et al. 2011, que a su vez se basa en Smith et al. 2006, 2008)). En relación con su predecesor Christenhusz et al. 2011, posee "agregados de información crítica de Kuo et al. (2011), Li et al. (2011), y Rothfels et al. (2012)".
Este clado en el 2006 era conformado un puñado de familias incluyendo un muy amplio Woodsiaceae:
Christenhusz et al. 2011 mantuvo las familias salvo Woodsiaceae, que fue dividida en Woodsiaceae sensu stricto, Cystopteridaceae, Rhachidosoraceae, Diplaziopsidaceae, y Athyriaceae.
Este sistema mantiene el esquema de Christenhusz et al. 2011, la especie  Diplazium flavoviride se transfiere de Athyriaceae a Diplaziopsidaceae, esta última a su vez es dividida en Diplaziopsidaceae sensu stricto (+ Diplazium flavoviride) y Hemidictyaceae.
Que al 2011 Y 2012 estaba dividido en (basada en Lehtonen, 2011, y Rothfels & al., 2012)
|  | Diplaziopsidaceae                                               |
|  |                                                                 |
|  | \| \| Aspleniaceae \| \| \| \| \| \| Hemidictyaceae \| \| \| \| |
|  |                                                                 |
|  | Aspleniaceae                                                    |
|  |                                                                 |
|  | Hemidictyaceae                                                  |
|  |                                                                 |

|  | Aspleniaceae   |
|  |                |
|  | Hemidictyaceae |
|  |                |

|  | Diplaziopsidaceae                                               |
|  |                                                                 |
|  | \| \| Aspleniaceae \| \| \| \| \| \| Hemidictyaceae \| \| \| \| |
|  |                                                                 |
|  | Aspleniaceae                                                    |
|  |                                                                 |
|  | Hemidictyaceae                                                  |
|  |                                                                 |

|  | Aspleniaceae   |
|  |                |
|  | Hemidictyaceae |
|  |                |

|  | \| \| Onocleaceae \| \| \| \| \| \| Blechnaceae \| \| \| \| |
|  |                                                             |
|  | Athyriaceae                                                 |
|  |                                                             |
|  | Onocleaceae                                                 |
|  |                                                             |
|  | Blechnaceae                                                 |
|  |                                                             |

|  | Onocleaceae |
|  |             |
|  | Blechnaceae |
|  |             |

|  | \| \| Onocleaceae \| \| \| \| \| \| Blechnaceae \| \| \| \| |
|  |                                                             |
|  | Athyriaceae                                                 |
|  |                                                             |
|  | Onocleaceae                                                 |
|  |                                                             |
|  | Blechnaceae                                                 |
|  |                                                             |

|  | Onocleaceae |
|  |             |
|  | Blechnaceae |
|  |             |

|  | \| \| Onocleaceae \| \| \| \| \| \| Blechnaceae \| \| \| \| |
|  |                                                             |
|  | Athyriaceae                                                 |
|  |                                                             |
|  | Onocleaceae                                                 |
|  |                                                             |
|  | Blechnaceae                                                 |
|  |                                                             |

|  | Onocleaceae |
|  |             |
|  | Blechnaceae |
|  |             |

|  | \| \| Onocleaceae \| \| \| \| \| \| Blechnaceae \| \| \| \| |
|  |                                                             |
|  | Athyriaceae                                                 |
|  |                                                             |
|  | Onocleaceae                                                 |
|  |                                                             |
|  | Blechnaceae                                                 |
|  |                                                             |

|  | Onocleaceae |
|  |             |
|  | Blechnaceae |
|  |             |

|  | Diplaziopsidaceae                                               |
|  |                                                                 |
|  | \| \| Aspleniaceae \| \| \| \| \| \| Hemidictyaceae \| \| \| \| |
|  |                                                                 |
|  | Aspleniaceae                                                    |
|  |                                                                 |
|  | Hemidictyaceae                                                  |
|  |                                                                 |

|  | Aspleniaceae   |
|  |                |
|  | Hemidictyaceae |
|  |                |

|  | Diplaziopsidaceae                                               |
|  |                                                                 |
|  | \| \| Aspleniaceae \| \| \| \| \| \| Hemidictyaceae \| \| \| \| |
|  |                                                                 |
|  | Aspleniaceae                                                    |
|  |                                                                 |
|  | Hemidictyaceae                                                  |
|  |                                                                 |

|  | Aspleniaceae   |
|  |                |
|  | Hemidictyaceae |
|  |                |

|  | \| \| Onocleaceae \| \| \| \| \| \| Blechnaceae \| \| \| \| |
|  |                                                             |
|  | Athyriaceae                                                 |
|  |                                                             |
|  | Onocleaceae                                                 |
|  |                                                             |
|  | Blechnaceae                                                 |
|  |                                                             |

|  | Onocleaceae |
|  |             |
|  | Blechnaceae |
|  |             |

|  | \| \| Onocleaceae \| \| \| \| \| \| Blechnaceae \| \| \| \| |
|  |                                                             |
|  | Athyriaceae                                                 |
|  |                                                             |
|  | Onocleaceae                                                 |
|  |                                                             |
|  | Blechnaceae                                                 |
|  |                                                             |

|  | Onocleaceae |
|  |             |
|  | Blechnaceae |
|  |             |

|  | \| \| Onocleaceae \| \| \| \| \| \| Blechnaceae \| \| \| \| |
|  |                                                             |
|  | Athyriaceae                                                 |
|  |                                                             |
|  | Onocleaceae                                                 |
|  |                                                             |
|  | Blechnaceae                                                 |
|  |                                                             |

|  | Onocleaceae |
|  |             |
|  | Blechnaceae |
|  |             |

|  | \| \| Onocleaceae \| \| \| \| \| \| Blechnaceae \| \| \| \| |
|  |                                                             |
|  | Athyriaceae                                                 |
|  |                                                             |
|  | Onocleaceae                                                 |
|  |                                                             |
|  | Blechnaceae                                                 |
|  |                                                             |

|  | Onocleaceae |
|  |             |
|  | Blechnaceae |
|  |             |

|  | Diplaziopsidaceae                                               |
|  |                                                                 |
|  | \| \| Aspleniaceae \| \| \| \| \| \| Hemidictyaceae \| \| \| \| |
|  |                                                                 |
|  | Aspleniaceae                                                    |
|  |                                                                 |
|  | Hemidictyaceae                                                  |
|  |                                                                 |

|  | Aspleniaceae   |
|  |                |
|  | Hemidictyaceae |
|  |                |

|  | Diplaziopsidaceae                                               |
|  |                                                                 |
|  | \| \| Aspleniaceae \| \| \| \| \| \| Hemidictyaceae \| \| \| \| |
|  |                                                                 |
|  | Aspleniaceae                                                    |
|  |                                                                 |
|  | Hemidictyaceae                                                  |
|  |                                                                 |

|  | Aspleniaceae   |
|  |                |
|  | Hemidictyaceae |
|  |                |

|  | \| \| Onocleaceae \| \| \| \| \| \| Blechnaceae \| \| \| \| |
|  |                                                             |
|  | Athyriaceae                                                 |
|  |                                                             |
|  | Onocleaceae                                                 |
|  |                                                             |
|  | Blechnaceae                                                 |
|  |                                                             |

|  | Onocleaceae |
|  |             |
|  | Blechnaceae |
|  |             |

|  | \| \| Onocleaceae \| \| \| \| \| \| Blechnaceae \| \| \| \| |
|  |                                                             |
|  | Athyriaceae                                                 |
|  |                                                             |
|  | Onocleaceae                                                 |
|  |                                                             |
|  | Blechnaceae                                                 |
|  |                                                             |

|  | Onocleaceae |
|  |             |
|  | Blechnaceae |
|  |             |

|  | \| \| Onocleaceae \| \| \| \| \| \| Blechnaceae \| \| \| \| |
|  |                                                             |
|  | Athyriaceae                                                 |
|  |                                                             |
|  | Onocleaceae                                                 |
|  |                                                             |
|  | Blechnaceae                                                 |
|  |                                                             |

|  | Onocleaceae |
|  |             |
|  | Blechnaceae |
|  |             |

|  | \| \| Onocleaceae \| \| \| \| \| \| Blechnaceae \| \| \| \| |
|  |                                                             |
|  | Athyriaceae                                                 |
|  |                                                             |
|  | Onocleaceae                                                 |
|  |                                                             |
|  | Blechnaceae                                                 |
|  |                                                             |

|  | Onocleaceae |
|  |             |
|  | Blechnaceae |
|  |             |

|  | Diplaziopsidaceae                                               |
|  |                                                                 |
|  | \| \| Aspleniaceae \| \| \| \| \| \| Hemidictyaceae \| \| \| \| |
|  |                                                                 |
|  | Aspleniaceae                                                    |
|  |                                                                 |
|  | Hemidictyaceae                                                  |
|  |                                                                 |

|  | Aspleniaceae   |
|  |                |
|  | Hemidictyaceae |
|  |                |

|  | Diplaziopsidaceae                                               |
|  |                                                                 |
|  | \| \| Aspleniaceae \| \| \| \| \| \| Hemidictyaceae \| \| \| \| |
|  |                                                                 |
|  | Aspleniaceae                                                    |
|  |                                                                 |
|  | Hemidictyaceae                                                  |
|  |                                                                 |

|  | Aspleniaceae   |
|  |                |
|  | Hemidictyaceae |
|  |                |

|  | \| \| Onocleaceae \| \| \| \| \| \| Blechnaceae \| \| \| \| |
|  |                                                             |
|  | Athyriaceae                                                 |
|  |                                                             |
|  | Onocleaceae                                                 |
|  |                                                             |
|  | Blechnaceae                                                 |
|  |                                                             |

|  | Onocleaceae |
|  |             |
|  | Blechnaceae |
|  |             |

|  | \| \| Onocleaceae \| \| \| \| \| \| Blechnaceae \| \| \| \| |
|  |                                                             |
|  | Athyriaceae                                                 |
|  |                                                             |
|  | Onocleaceae                                                 |
|  |                                                             |
|  | Blechnaceae                                                 |
|  |                                                             |

|  | Onocleaceae |
|  |             |
|  | Blechnaceae |
|  |             |

|  | \| \| Onocleaceae \| \| \| \| \| \| Blechnaceae \| \| \| \| |
|  |                                                             |
|  | Athyriaceae                                                 |
|  |                                                             |
|  | Onocleaceae                                                 |
|  |                                                             |
|  | Blechnaceae                                                 |
|  |                                                             |

|  | Onocleaceae |
|  |             |
|  | Blechnaceae |
|  |             |

|  | \| \| Onocleaceae \| \| \| \| \| \| Blechnaceae \| \| \| \| |
|  |                                                             |
|  | Athyriaceae                                                 |
|  |                                                             |
|  | Onocleaceae                                                 |
|  |                                                             |
|  | Blechnaceae                                                 |
|  |                                                             |

|  | Onocleaceae |
|  |             |
|  | Blechnaceae |
|  |             |

## Taxonomía
- Cystopteridaceae (Payer) Shmakov, Turczaninowia 4:60 (2001). Llamados cystopteridoides, también "Bladderferns, Brittleferns, Oakferns, and allies".
  - =  Cystopteridaceae sensu Christenhusz & al. (2011).
  - incluido en  Woodsiaceae sensu Smith & al. (2006);
  - incluido en Athyriaceae: Cystopterioideae sensu Wang & al. (2004);
  - incluido en  Cystopteridaceae sensu Shmakov (2001);
  - incluido en  Dryopteridaceae: Athyrioideae: Physematieae sensu Kramer & al. (1990b);
  - incluido en  Dryopteridaceae: Physematieae sensu Tryon & Tryon (1982);
  - incluido en  Dryopteridaceae: Athyrioideae sensu Lovis (1978);
  - incluido en Athyriaceae sensu Ching (1978a);
  - incluido en Athyriaceae sensu Pichi Sermolli (1977);
  - incluido en  Dryopteridaceae: Dryopteridoideae + Athyrioideae sensu Nayar (1970);
  - incluido en  Dennstaedtiaceae:  Dryopteridoideae + Athyrioideae sensu Holttum (1947);
  - incluido en  Polypodiaceae: Asplenioideae + Polypodiaceae: Dryopteridoideae sensu  Christensen (1938);

Aproximadamente 30 especies en los géneros (Tagawa 1935, Blasdell 1963, Vida 1974, Sarvela 1978, Haufler y Windham 1991, Pryer y Haufler 1993):
- -     - Acystopteris Nakai (3 spp)
    - Cystoathyrium Ching (1 sp)
    - Cystopteris Bernh. (unas 20 spp, incl. Rhizomatopteris A. P. Khokhr.),
    - Gymnocarpium Newman (unas 7 especies incl. Currania Copel.)

- Rhachidosoraceae X. C. Zhang, Phytotaxa 19:16(2011). "Lacquer ferns" (se traduciría "helechos de Laquer").
  - =  Rhachidosoraceae sensu Christenhusz & al. (2011)
  - incluido en  Woodsiaceae sensu Smith & al. (2006);
  - =  Athyriaceae: Rhachidosoroideae sensu Wang & al. (2004);
  - incluido en Dryopteridaceae: Athyrioideae: Physematieae sensu Kramer & al. (1990b)
  - incluido en Dryopteridaceae: Physematieae sensu Tryon & Tryon (1982)
  - incluido en Dryopteridaceae: Athyrioideae sensu Lovis (1978)
  - incluido en Athyriaceae sensu Ching (1978a)
  - incluido en Athyriaceae sensu Pichi Sermolli (1977)
  - =  “Diplazium mesosorum group” sensu Kato (1977)
  - incluido en Athyriaceae sensu Tagawa & Iwatsuki (1972)
  - incluido en Dryopteridaceae: Athyrioideae sensu Nayar (1970)
  - incluido en Dennstaedtiaceae: Athyrioideae sensu Holttum (1947)
  - incluido en Polypodiaceae: Asplenioideae sensu Christensen (1938)

4 a 7 especies del género
- -     - Rhachidosorus Ching; (Ching 1964a, Kato 1975a, Li et al. 2011).

- Diplaziopsidaceae X.C. Zhang & Christenh., Phytotaxa 19: 15 (2011). "Glade Ferns".
  - incluido en  Diplaziopsidaceae + Athyriaceae sensu Christenhusz & al. (2011)
  - incluido en  Woodsiaceae sensu Smith & al. (2006);
  - incluido en Athyriaceae: Diplazioideae sensu Wang & al. (2004);
  - incluido en  Dryopteridaceae: Athyrioideae: Physematieae sensu Kramer & al. (1990b);
  - incluido en  Dryopteridaceae: Physematieae sensu Tryon & Tryon (1982);
  - incluido en  Dryopteridaceae: Athyrioideae sensu Lovis (1978);
  - incluido en Athyriaceae sensu Ching (1978a);
  - incluido en Athyriaceae sensu Pichi Sermolli (1977);
  - incluido en  “Diplazium javanicum group” sensu Kato (1977);
  - incluido en Athyriaceae sensu Tagawa & Iwatsuki (1972);
  - incluido en  Dryopteridaceae: Athyrioideae sensu Nayar (1970);
  - incluido en  Dennstaedtiaceae: Athyrioideaesensu Holttum (1947);

4 a 6 especies en los géneros (Ching, 1964b; Kato, 1975b; Kato & Dar naedi, 1988; Wei & al., 2010; Li & al., 2011):
- -     - Diplaziopsis C. Chr. (2–4 spp.),
    - Homalosorus Pic. Serm. (1 sp.),
    - además de Diplazium flavoviride Alston;

- Hemidictyaceae Christenh. & H. Schneid., Phytotaxa 28: 51 (2011).
  - =  Hemidictyaceae sensu Christenhusz & Schneider (2011).
  - incluido en  Diplaziopsidaceae sensu Christenhusz & al. (2011);
  - incluido en  Woodsiaceae sensu Smith & al. (2006);
  - incluido en  Dryopteridaceae: Athyrioideae: Physematieae sensu Kramer & al. (1990b);
  - incluido en  Dryopteridaceae: Physematieae sensu Tryon & Tryon (1982);
  - incluido en  Thelypteridaceae sensu Lovis (1978);
  - incluido en Athyriaceae sensu Pichi Sermolli (1977);
  - incluido en  “Diplazium javanicum group” sensu Kato (1977);
  - incluido en Dryopteridaceae: Athyrioideae sensu Nayar (1970);
  - incluido en  Dennstaedtiaceae: Athyrioideae sensu Holttum (1947);

Una especie del género
- -     - Hemidictyum C. Presl.; (Kato, 1975b).

- Aspleniaceae Newman, Hist. Brit. Ferns: 6 (1840). "Spleenworts".
  - =  Aspleniaceae sensu Christenhusz & al. (2011)
  - =  Aspleniaceae sensu Smith & al. (2006);
  - =  Aspleniaceae sensu Kramer & Viane (1990);
  - =  Aspleniaceae sensu Tryon & Tryon (1982);
  - =  Aspleniaceae sensu Lovis (1978);
  - =  Aspleniaceae sensu Pichi Sermolli (1977);
  - =  Aspleniaceae sensu Tagawa & Iwatsuki (1972);
  - =  Aspleniaceae sensu Nayar (1970);
  - =  Dennstaedtiaceae: Asplenioideae sensu Holttum (1947);
  - incluido en  Polypodiaceae: Asplenioideae sensu Christensen  (1938);

Aproximadamente 700 especies en 1 a 10 géneros, dominado por el muy representado Asplenium (Murakami, 1995; Murakami & al., 1999; Gastony & Johnson, 2001; Schneider & al., 2004a).:
- -     - Asplenium L. (incl. Antigramma C. Presl., Asplenidictyum J. Sm. in Hook., Biropteris Kümmerle, Camptosorus Link, Ceterach Willd., Diellia Brack. in Wilkes, Diplora Baker, Holodictyum Maxon, Loxoscaphe T. Moore, Neottopteris J. Sm., Phyllitis Hill, Pleurosorus Fée, Schaffneria Fée, Scolopendrium Adans., y Sinephropteris Mickel)
    - Hymenasplenium Hayata (incl. Boniniella Hayata)

- Thelypteridaceae Ching ex Pic. Serm., Webbia 24: 709 (1970). "Thelypteroids"; "Marsh  Ferns", "Beech Ferns", y aliados.
  - =  Thelypteridaceae sensu Christenhusz & al. (2011)
  - =  Thelypteridaceae sensu Smith & al. (2006);
  - =  Thelypteridaceae sensu Smith (1990);
  - =  Thelypteridaceae sensu Tryon & Tryon (1982);
  - incluido en  Thelypteridaceae sensu Lovis (1978);
  - =  Thelypteridaceae sensu Ching (1978a);
  - =  Thelypteridaceae sensu Pichi Sermolli (1977);
  - =  Thelypteridaceae sensu Tagawa & Iwatsuki (1972);
  - =  Thelypteridaceae sensu Nayar (1970);
  - =  Thelypteridaceae sensu Holttum (1947);
  - incluido en  Polypodiaceae: Dryopteridoideae sensu Christensen (1938);

Aproximadamente  950  especies, divididas en (Holttum, 1947, 1971c, 1981; Smith, 1990; Smith & Cranfill, 2002).:
- -     - Cyclosorus Link (incl. Amblovenatum J.P. Roux, Ampelopteris Kunze, Amphineuron Holttum  nom. illeg., Chingia Holttum, Christella H. Lév., Christella sect. Pelazoneuron Holttum, Cyclogramma Tagawa, Cyclosorus s.str., Glaphyropteridopsis Ching, Goniopteris C. Presl., Meniscium Schreb., Menisorus Alston, Mesophlebion Holttum, Mesopteris Ching, Plesioneuron (Holttum) Holttum, Pneumatopteris Nakai, Pronephrium C. Presl., Pseudocyclosorus Ching, Sphaerostephanos J. Sm., Stegnogramma Blume, Steiropteris C. Chr., Trigonospora Holttum),
    - Macrothelypteris (H. Ito) Ching,
    - Phegopteris (C. Presl.) Fée,
    - Pseudophegopteris Ching,
    - Thelypteris Schmidel (incl. Amauropelta Kunze, Coryphopteris Holttum, Metathelypteris (H. Ito) Ching, Oreopteris Holub, Parathelypteris (H. Ito) Ching, Thelypteris s.str., y Wagneriopteris Á. Löve & D. Löve);

- Woodsiaceae Herter, Revista Sudamer. Bot. 9: 14 (1949). "Woodsias"; "Cliff Ferns".
  - =  Woodsiaceae sensu Christenhusz & al. (2011)
  - incluido en  Woodsiaceae sensu Smith & al. (2006);
  - = Woodsiaceae sensu Wu & Ching (1991);
  - incluido en  Dryopteridaceae: Athyrioideae: Physematieae sensu Kramer & al. (1990b);
  - incluido en  Dryopteridaceae: Physematieae sensu Tryon & Tryon (1982);
  - incluido en Dryopteridaceae: Athyrioideae sensu Lovis (1978);
  - =  Woodsiaceae sensu Ching (1978a);
  - =  Woodsiaceae sensu Pichi Sermolli (1977);
  - incluido en Athyriaceae sensu  Tagawa & Iwatsuki (1972);
  - incluido en  Dryopteridaceae: Dryopteridoideae sensu Nayar (1970);
  - =  Woodsiaceae sensu Herter (1949);
  - incluido en  Dennstaedtiaceae: Dryopteridoideae sensu Holttum (1947);
  - incluido en  Sinopteridaceae + Woodsiaceae sensu Ching (1940);
  - incluido en  Polypodiaceae: Gymnogrammeoideae + Polypodiaceae: Woodsioideae sensu Christensen (1938);
  - incluido en  Polypodiaceae: Woodsieae: Woodsiinae sensu Diels in Engler & Prantl (1897);

Aproximadamente 35 especies en el género (Brown, 1964; Kurita, 1965; Shmakov, 2003).:
- -     - Woodsia R. Br. (incl. Cheilanthopsis Hieron., Hymenocystis C.A. Mey., y Protowoodsia Ching);

- Athyriaceae Alston, Taxon 5: 25 (1956). "Athyrioids"; "Ladyferns", y aliados.
  - incluido en Athyriaceae sensu Christenhusz & al. (2011)
  - incluido en Woodsiaceae sensu Smith & al. (2006);
  - incluido en Athyriaceae: Athyrioideae + Deparioideae + Diplazioideae sensu Wang & al. (2004);
  - incluido en Dryopteridaceae: Athyrioideae: Physematieae sensu Kramer & al. (1990b);
  - incluido en Dryopteridaceae: Physematieae sensu Tryon  &  Tryon  (1982);
  - incluido en Dryopteridaceae: Athyrioideae sensu Lovis (1978);
  - incluido en Athyriaceae sensu Ching (1978a);
  - incluido en Athyriaceae sensu Tagawa & Iwatsuki (1972);
  - incluido en Dryopteridaceae: Athyrioideae sensu Nayar (1970);
  - incluido en Athyriaceae sensu Alston (1956);
  - incluido en Dennstaedtiaceae: Athyrioideae sensu Holttum (1947);
  - incluido en Polypodiaceae: Asplenioideae sensu Christensen (1938);

Aproximadamente 600 especies en (Kato, 1979, 1984; Tryon & Tryon, 1982; Pacheco & Moran, 1999; Sano & al., 2000b; Adjie & al., 2008; Liu, 2008; Liu & al., 2011).:
- -     - Anisocampium C. Presl. (4 spp.; incl. Kuniwatsukia Pic. Serm.),
    - Athyrium Roth (~220 spp.; incl. Pseudocystopteris Ching),
    - Cornopteris Nakai (9 spp.; incl. Neoathyrium Ching & Z.R. Wang),
    - Deparia Hook. & Grev. (~70 spp.; incl. Athyriopsis Ching, Lunathyrium Koidz., Dictyodroma Ching, Dryoathyrium Ching, y Triblemma R. Br. ex C. Sprengel),
    - Diplazium Sw. (~300–400 spp.; incl. Allantodia R. Br., Anisogonium C. Presl., Callipteris Bory, Monomelangium Hayata; excl. Diplazium flavoviride Alston);

- Blechnaceae Newman, Hist. Brit. Ferns, ed. 2: 8 (1844). "Blechnoids"; "Deer Ferns", "Chain Ferns", y aliados.
  - =  Blechnaceae sensu Christenhusz & al. (2011).
  - =  Blechnaceae sensu Smith & al. (2006);
  - =  Blechnaceae sensu Kramer & al. (1990a);
  - =  Blechnaceae sensu Tryon & Tryon (1982);
  - =  Blechnaceae sensu Lovis (1978);
  - =  Blechnaceae + Stenochlaenaceae sensu Ching (1978a);
  - =  Blechnaceae sensu Pichi Sermolli (1977);
  - incluido en  Blechnaceae + Pteridaceae sensu Tagawa & Iwatsuki (1972);
  - =  Blechnaceae sensu Nayar (1970);
  - =  Dennstaedtiaceae: Blechnoideae sensu Holttum (1947);
  - incluido en  Polypodiaceae: Pteridoideae + Polypodiaceae: Blechnoideae sensu Christensen (1938);

Aproximadamente 200 especies en (Holttum, 1971b; Moran, 1990; Cranfill & Kato, 2003):
- -     - Blechnum L. s.l. (~150 spp.; incl. muchos segregados potenciales),
    - Brainea J. Sm. (1 sp.),
    - Diploblechnum Hayata (2  spp.),
    - Doodia R. Br. (~15  spp.),
    - Pteridoblechnum Hennipman (2 spp.),
    - Sadleria Kaulf. (6 spp.),
    - Salpichlaena J. Sm. (3 spp.),
    - Steenisioblechnum Hennipman (1 sp.),
    - Stenochlaena J. Sm. (8 spp.),
    - Woodwardia Sm. (14 spp.; incl. Anchistea C. Presl., Lorinseria C. Presl.);

- Onocleaceae Pic. Serm., Webbia 24: 708 (1970). "Onocleoids"; "Sensitive Fern", "Ostrich Fern", y aliados.
  - =  Onocleaceae sensu Christenhusz & al. (2011)
  - =  Onocleaceae sensu Smith & al. (2006);
  - =  Dryopteridaceae: Onocleeae sensu Gastony & Ungerer (1997);
  - =  Dryopteridaceae: Athyrioideae: Onocleeae sensu Kramer & al. (1990b);
  - =  Dryopteridaceae: Onocleeae sensu Tryon & Tryon (1982);
  - =  Dryopteridaceae: Onocleoideae sensu Lovis (1978);
  - =  Onocleaceae sensu Ching (1978a);
  - =  Onocleaceae sensu Pichi Sermolli (1977);
  - =  Dryopteridaceae: Onocleoideae sensu Nayar (1970);
  - =  “unplaced”: Onocleoideae sensu Holttum (1947);
  - =  Polypodiaceae: Onocleoideae sensu Christensen (1938);

5 especies en (Gastony & Ungerer, 1997; Rothfels & al., 2012).:
- -     - Matteuccia Tod. (1 sp.),
    - Onoclea L. (1 sp. con dos variedades),
    - Onocleopsis F. Ballard (1 sp.),
    - Pentarhizidium Hayata (2 spp.);